# Yi Han Si
Yi Han Si (sinh ngày 4 tháng 1 năm 1
2000) là một người mẫu Singapore. Cô là thí sinh nhỏ tuổi nhất cuộc thi Asia's Next Top Model (mùa 6) cô lọt vào Top 8.

## Khởi Nghiệp
Khi chưa tham gia Asia's Next Top Model cô từng đóng phim vai nhí. Đến năm 2018 cô chính là đại diện cho Singapore thi trong AsNTM. Cô ra về ở tập 5 khi điểm của cô thua thí sinh người Thái Lan Dana Slover

## Điện ảnh
Vào tháng 10 năm 2019 cô sẽ ra mắt vai diễn đầu tiên trong bộ phim bom tấn của đạo diễn Gobel Ross.